# Crișul Repede
Crișul Repede (rum. Crișul Repede – brza Criș; mađ. Sebes-Körös) je rijeka u županiji Bihor, Crișana, Rumunjska i u jugoistočnoj Mađarskoj (Körösvidek). Zajedno s rijekama Crișul Alb ("bijeli Criș") i Crișul Negru ("crni Criș"), čini tri rijeke Criș ("Cele Trei Crișuri"). One se smatraju glavnim rijekama u regiji Crișana u Rumunjskoj. Povijesno gledano, kada je Crișana bila priznata kao službena regija (danas je Rumunjska podijeljena na 40 okruga), rijeke Criș bile su najvažnije u regiji. Površina porječja je 9,119 km2.:22 Njegova duljina u Rumunjskoj je 171 km.
Crișul Repede prolazi kroz grad Oradea, glavni grad okruga Bihor. Ulijeva se u Kereš (Körös, Criș) kod Gyomaendrőda u Mađarskoj. Dio vode iz Crișul Repedea preusmjerava se prema Crișul Negru kolektorskim kanalom Criș.

## Gradovi i sela
Sljedeći gradovi i sela nalaze se duž rijeke Crișul Repede, od izvora do ušća:
- U Rumunjskoj: Izvoru Crișului, Huedin, Poieni, Ciucea, Negreni, Bucea, Bulz, Bratca, Vadu Crișului, Aușeu, Aleșd, Tileagd i Oradea.
- U Mađarskoj: Körösszakál, Körösújfalu i Körösladány.

## Pritoci
Sljedeće rijeke su pritoci Crișul Repede (od izvora do ušća):
- Lijevo: Șipot, Domoș, Călata, Săcuieu, Drăgan,Surduc, Neportoc, Valea Satului, Iad, Valea Boiului, Brătcuța, Misir, Dobrinești, Râciu, Mnierea, Cropandă, Medeș, Chijic, Sărand, Tășad, Bonor, Peța, Alceu, Corhana
- Desno: Poicu, Semeni, Negrea, Beznea, Borod, Pârâul Omului, Gepiș, Izvor, Huta, Uileac, Bonda, Pasteur, Barcău

## Vanjske poveznice
|  | Zajednički poslužitelj ima još gradiva o temi Crișul Repede |